# فهنه (فیروزه)
فهنه، روستایی از توابع بخش طاغنکوه شهرستان نیشابور در استان خراسان رضوی ایران است.
شغل اکثر اهالی روستای فهنه دامداری وکشاورزی ازنوع دیم می‌باشد.

مزرعه گندم دیم

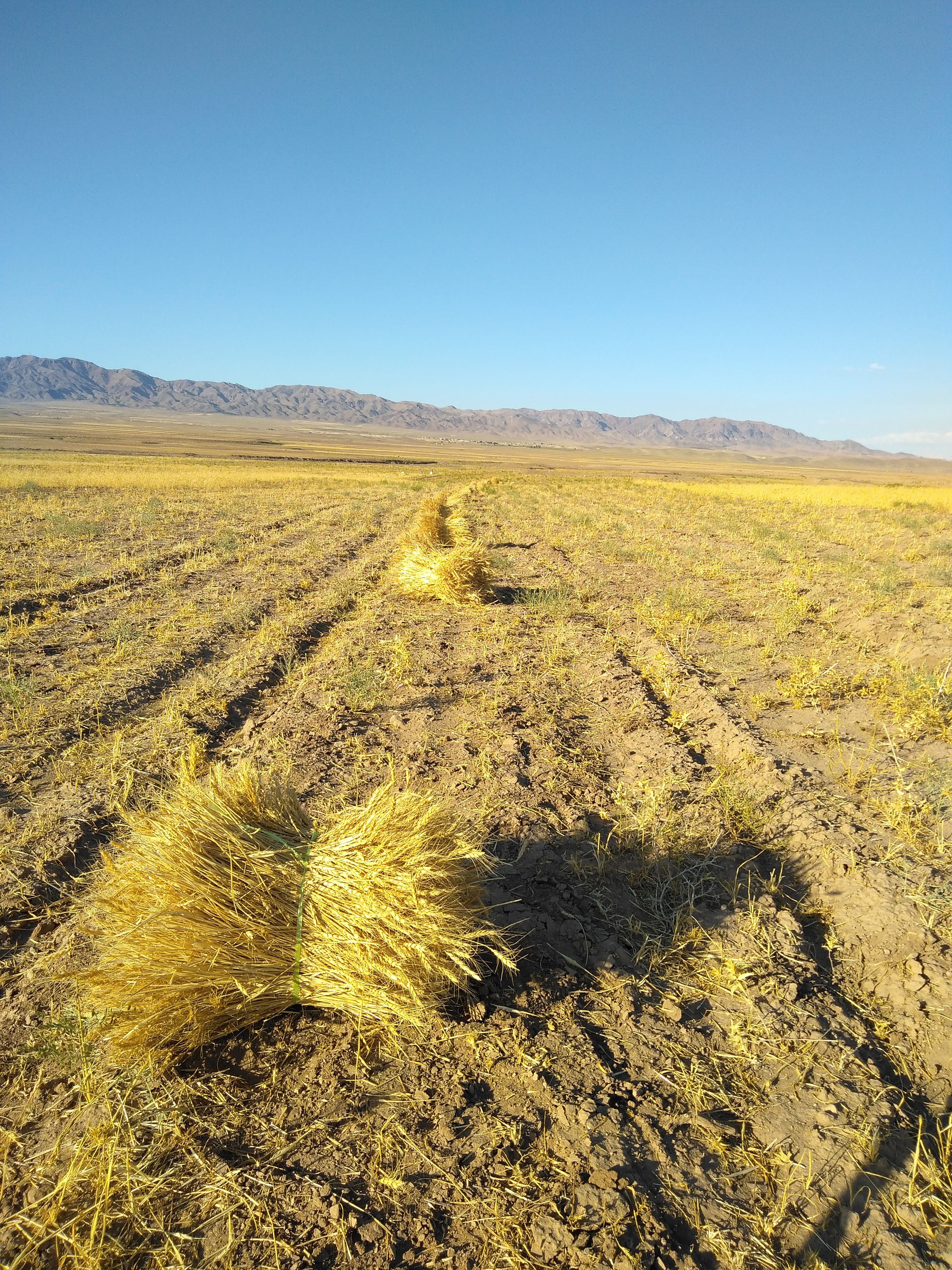
مزرعه گندم دیم

## جمعیت
این روستا در دهستان طاغنکوه شمالی قرار دارد و براساس سرشماری مرکز آمار ایران در سال ۱۳۹۰، جمعیت آن ۷۸۳ نفر (۲۲۸ خانوار) بوده‌است.